# Коефициент на Поасон
Коефициент на Поасон, наречен в чест на Симеон Дени Поасон, е материална константа, която представлява отношение на напречната деформация {\displaystyle {\bar {\varepsilon }}} към надлъжната деформация {\displaystyle \varepsilon }, взета с обратен знак, при тест на опън или на натиск. В съвременната литература обикновено се бележи с {\displaystyle \nu }, но в много източници се използва и означението {\displaystyle \mu }. В Съпротивление на материалите коефициентът на Поасон се дефинира с отношението
{\displaystyle \nu =-{\frac {\bar {\varepsilon }}{\varepsilon }}.}
За нишка с радиус {\displaystyle r} и дължина {\displaystyle l} се дефинира по следния начин:
{\displaystyle \nu =-{\frac {\Delta r}{r}}\cdot {\frac {l}{\Delta l}}},
където {\displaystyle \Delta r} е измение на радиуса, а {\displaystyle \Delta l} – на дължината. Появата на напречни деформации при натоварване на опън или на натиск най-елементарно може да се обясни като запазване на обема – нишката се удължава и затова изтънява. Деформацията е най-нагледна при ластик.
Доказва се, че за хомогенни и изотропни материали {\displaystyle 0\leq \nu \leq 0,5}. Материали с {\displaystyle \nu =0,5} се наричат несвиваеми, тъй като при тях обемът не се променя, независимо от големината на надлъжната и напречната деформация. Съществува голямо многообразие от материали, които не са хомогенни и/или изотопни. При тях коефициентът на Поасон може да има стойности, значително по-големи от 0,5.
Между относителната обемна деформация и коефициента на Поасон съществува следната връзка:
{\displaystyle {\frac {\Delta V}{V}}={\frac {\Delta l}{l}}\cdot (1-2\nu )=\varepsilon (1-2\nu ),}
където {\displaystyle \Delta V} е абсолютната линейна деформация, {\displaystyle V} - началният обем, а относителната надлъжна деформация {\displaystyle \varepsilon } може да се определии чрез закона на Хук.
Между трите материални константи {\displaystyle G} (Модул на срязване), {\displaystyle E} (Модул на еластичност), и {\displaystyle \nu } съществува следната връзка, която може да бъде много полезна при експерименталното им определяне:
{\displaystyle G={\cfrac {E}{2(1+\nu )}}~.}

## Коефициент на Поасон за различни материали
Всички стойности се определят експериментално.
| Материал           | Коефициент на Поасон |
| ------------------ | -------------------- |
| алуминиеви сплави  | 0.33 – 0.34          |
| бетон              | 0,20                 |
| чугун              | 0,21 – 0,26          |
| стъкло             | 0,24                 |
| глина              | 0,30 – 0,45          |
| мед                | 0,33                 |
| корк               | 0,00 (почти)         |
| магнезий           | 0,35                 |
| неръждаема стомана | 0,30 – 0,31          |
| гума               | 0,50 (почти)         |
| стомана            | 0,27 – 0,30          |
| дунапрен           | 0,10 – 0,40          |
| титан              | 0,34                 |
| пясък              | 0,20 – 0,45          |
| злато              | 0,42                 |
| олово              | 0,44                 |
| волфрам            | 0,29                 |
| лед (при -4°)      | 0,33                 |
| кварц              | 0,17                 |
| иридий             | 0,26                 |
| силиций            | 0,45                 |
| мрамор             | 0,30                 |
| дуралуминий        | 0,34                 |